# Intensive Care
Az Intensive Care című nagylemez Robbie Williams brit popénekes 8. szólóalbuma, stúdióalbum, amely 2005. október 24-én jelent meg az Egyesült Királyságban.
Bár eredetileg Észak-Amerikában nem szándékoztak kiadni a lemezt, az iTunes-on elérhető volt annak köszönhetően, hogy Williams megjelent a Live 8 koncerten.

## Az albumról
Miután Williams 2004 végén befejezte a Greatest Hits című albumának promócióját Latin-Amerikában, elkezdett 6. stúdióalbumán dolgozni. A lemezt Williams Hollywood Hills-en lévő házában rögzítették, az énekes Stephen Duffyval készítette a lemezt, amely 24 hónap alatt készült el.

### Bónusz DVD
Az albumnak megjelent egy speciális CD + DVD-kiadása is. A CD-n ugyanazok a dalok találhatóak, mint az eredeti albumon. A bónusz DVD ezeket tartalmazza:
1. Dokumentumfilm In Intensive Care címmel
2. Make Me Pure videóklipje
3. Tarot kártya képek

## Érdekességek
- A Ghosts című dal az Intensive Care ötödik kislemezének egy dala lett volna az A Place To Crash-sel. Ezt utóbb elvetették, és inkább a Rudeboxról adtak ki egy kislemezt. A dalt a Human League egyik száma a Louise inspirálta, ami egy egy olyan férfiról szól, aki egy buszmegállóban véletlenül meglátja exbarátnőjét, és rájön, még mindig érdekli a lány. Williams később feldolgozta a dalt, ami rákerült Rudebox című albumára.
- A Please Don't Die, egy kiadatlan dal lehetett volna, mivel nagyon kényes volt a dalt kiadni a 2005. júliusi londoni bombamerényletek miatt. A dal párkapcsolati bizonytalanságról szól. A kórus pesszimista, de ugyanakkor valós kérdéseket feszeget, mikor valaki sebezhetőnek és tehetetlennek érzi magát, akkor, amikor az illető párja meghal vagy elhagyja.

## Siker
Az album Németországban, Berlinben jelent meg október 9-én. A televízióban nem mutatták be, de világszerte lejátszották mozikban és színházakban. 2005. október 22-én mutatták be a Channel 4 című műsorban. A megjelenés idejében Williams úgy nyilatkozott, hogy ő szeretne lenni az új "Pop Király".
Amikor az Intensive Care 2005 végén megjelent, nagy siker lett az egész világon, az Egyesült Királyságban 1. helyezett lett, az első héten 373 000 darabot adtak el belőle. Húsz országban a slágerlisták élére került, Argentínában, Ausztráliában, Ausztriában, Németországban, Svédországban, Svájcban, Hollandiában, Új-Zélandon és több más országban.
2005 novemberében Williams hazatért az MTV Europe Music Awards díjátadásra, ahol megkapta a Legjobb Férfi Énekes címet és a Guinness Rekordok Könyvébe is bekerült, amikor 2006-ban bejelentette a turnéját (World Tour for 2006), mert 1,6 millió jegyet adtak el a koncertjeire egyetlenegy nap alatt. De sikerét követően Gary Barlow, Mark Owen, Jason Orange és Howard Donald, a Take That tagjai egyetértettek abban, hogy az együttes újjáalakuljon Notting Hillben, Nyugat-Londonban és egy előzetes dokumentumfilm készüljön róluk. A dokumentumfilmet 2005. november 16-án mutatták be az ITV1-en. Sajnos, a Sunday Mirror szerint: "Robbie bejelentette, hogy nem jön. A többiek kikészültek, de tudták, hogy a shownak mennie kell tovább."
Az album a legjobban eladott nagylemez lett Európában, 2005 végére több, mint 4 millió darabot adtak el belőle. Bár abban az évben csak a harmadik legjobban eladott lemez lett az Egyesült Királyságban.
Williams 2006. április 26-án kezdte el a Close Encounters World Tourt, ami Dél-Afrikában kezdődött, azután, hogy befejezte az európai szakaszt, melynek során 2,5 millió ember látta őt. A latin amerikai és az ausztrál szakasz befejeztével ez a szám 3 millióra nőtt.
Az album promóciójának a végére bejelentették, hogy több, mint ötmillió példányt adtak el belőle Európában, itt ötszörös platinalemez lett az IFPI szerint, az Egyesült Királyságban is ötszörös platinalemez lett, azonban ez idő tájt ez lett az énekes legkevesebb példányban elkelt lemeze Nagy Britanniában.
A nagylemez platinalemez minősítést kapott Mexikóban, nem sokkal a megjelenése után, mert több, mint 175 000 darabot adtak el belőle, 2008-ban pedig kétszeres gyémántlemez minősítést kapott az 1 millió digitális letöltésnek köszönhetően.

## Kislemezek
Az album első kislemeze, a Tripping 2005. október 3-án jelent meg, nemzetközi siker lett, a slágerlisták élére került Németországban, Ausztriában, Hollandiában, Olaszországban, Svájcban, Svédországban, Norvégiában és Spanyolországban.
A Make Me Pure a Tripping dupla A-oldalaként jelent meg néhány országban: Ausztráliában, Új-Zélandon és Mexikóban, az Advertising Space után, a Sin Sin Sin megjelenése előtt.
Decemberben megjelent az album második kislemeze, az Advertising Space, amely bekerült a Top 10-be több európai országban: Angliában, Németországban, Svájcban, Ausztriában és Olaszországban.
Hosszú szünet után, 2006-ban jelent meg a következő kislemez, a Sin Sin Sin. Ez volt az első dal, amit Williams és Stephen Duffy közösen írt, a dal videóklipjét Fokvárosban, Dél-Afrikában rögzítették, azelőtt, hogy a turné elkezdődött volna. Ez volt Williams első kislemeze, amely nem került be a UK Top 20-ba, csak a 22. helyig tudott felkapaszkodni, de néhány országban mégis bekerült a Top 20-ba: Németországban, Svájcban, Ausztriában, Hollandiában, Dániában, és Olaszországban.

## Közreműködők
- Robbie Williams - vezető vokál, háttérvokál, gitár, basszusgitár, epiphone casino gitár, szintetizátor
- Stephen Duffy - gitár, billentyűs hangszerek, Nord Lead szintetizátor, borospohár, szitár, hárfa, secquencers, shakerek, dilruba, harmonika (11. dal)
- Claire Worrall - háttérvokál, (11. dal) zongora, mellotron, Hammond B3
- Melvin Duffy - pedálos steel gitár (11. dal)
- Neil Taylor - gitár (11. dal)
- Greg Leiz - lap- és pedál- steelgitár
- Justin Duarte - akusztikus gitár
- Jerry Mehan - basszusgitár, Fender Precision basszusgitár (11. dal)
- Matt Chamberlain - dobok, ütőhangszerek (11. dal)
- Kate Kisson - háttérvokál
- Tessa Niles - háttérvokál
- Jeff Babko - harsona (11. dal)
- Cleto Escobedo - baritonszaxofon (11. dal)
- Waddy Wachtel - gitár (11. dal)
- Jebin Bruni - szintetizátor
- Davey Farragher - basszusgitár, Fender Precision gitár
- John Paterno - gitár
- Buddy Judge - gitár
- Max Beesley - ütőhangszerek, vibrafon
- Gary Nuttall - háttérvokál (11. dal)
- Carlton E. Anderson - kórus (3., 11. dal)
- Maxi Anderson - kórus (3., 11. dal)
- Randy Crenshaw - kórus (3., 11. dal)
- Judith Hill - kórus (3., 11. dal)
- Julia Tillman - kórus (3., 11. dal)
- Carmen Twillie - kórus (3., 11. dal)
- Oren Waters - kórus (3., 11. dal)
- Maxine Waters Willard - kórus (3., 11. dal)
- Will Wheaton Jnr - kórus (3., 11. dal)
- Terry Wood - kórus (3., 11. dal)
- Charlie Bisharat - hegedű (1., 2., 3., 5., 6., 8., 10., 12. dal)
- Mario De Leon - hegedű (1., 3., 5., 6., 8. dal)
- Armen Garabedian - hegedű (1., 2., 3., 5., 10., 12. dal)
- Berj Garabedian - hegedű (1., 3., 5., 6., 8. dal)
- Alan Grunfeld - hegedű (1., 3., 5. dal)
- Sara Pakins - hegedű (1., 2., 3., 5., 6., 8., 10., 12. dal)
- Michelle Richards - hegedű (1., 2., 3., 5., 6., 8., 10., 12. dal)
- Sarah Thornblade - hegedű (1., 3., 5., 6., 8. dal)
- Josefina Vergara - hegedű (1., 2., 3., 5., 6., 8., 10., 12. dal)
- John Wittenburg - hegedű (1., 2., 3., 5., 6., 8., 10., 12. dal)
- Denyse Buffum - brácsa (1., 2., 3., 5., 6., 8., 10., 12. dal)
- Matt Funes - brácsa (1., 3., 5. dal)
- Roland Kato - brácsa (2., 10., 12. dal)
- Evan Wilson - brácsa (1., 3., 5., 6., 8. dal)
- Larry Corbett - cselló (1., 2., 3., 5., 6., 8., 10., 12. dal)
- Suzie Katayama - cselló (1., 2., 3., 5., 6., 8., 10., 12. dal)
- Dan Smith - cselló (1. ,3. ,5. dal)

## Készítők
- Producerek: Stephen Duffy és Robbie Williams
- Original production by Andy Strange
- Mixelte: Bob Clearmountain at Mix This
- Hangmérnökök: John Paterno, Andy Strange, Stephen Duffy, Pablo Munguia, Tony Phillips, Adam Noble és Dan Porter
- A vonósok vezetője: David Campbell
- A vonósok hangmérnöke: Alan Sides (NRG)
- Hangmérnök: Tony Cousins (London, Metropolis Stúdió)
- A&R: Chris Briggs
- Fotók: Hamish Brown
- Design és artwork: Grant Morrison és Frank Quitely
- Művészeti vezető: Tom Hingston Stúdió

## Dalok listája
| #   | Cím                     | Szerzők                                    | Hossz |
| --- | ----------------------- | ------------------------------------------ | ----- |
| 1.  | Ghosts                  | Stephen Duffy, Robbie Williams             | 3:42  |
| 2.  | Tripping                | Stephen Duffy, Robbie Williams             | 4:36  |
| 3.  | Make Me Pure            | Stephen Duffy, C.S. Heath, Robbie Williams | 4:33  |
| 4.  | Spread Your Wings       | Stephen Duffy, Robbie Williams             | 3:50  |
| 5.  | Advertising Space       | Stephen Duffy, Robbie Williams             | 4:37  |
| 6.  | Please Don't Die        | Stephen Duffy, Robbie Williams             | 4:48  |
| 7.  | Your Gay Friend         | Stephen Duffy, Robbie Williams             | 3:21  |
| 8.  | Sin Sin Sin             | Stephen Duffy, C.S. Heath, Robbie Williams | 4:09  |
| 9.  | Random Acts of Kindness | Stephen Duffy, Robbie Williams             | 4:15  |
| 10. | The Trouble with Me     | Stephen Duffy, Robbie Williams             | 4:20  |
| 11. | A Place to Crash        | Stephen Duffy, Robbie Williams             | 4:34  |
| 12. | King of Bloke and Bird  | Stephen Duffy, Robbie Williams             | 6:13  |

A 12. dal 3 p 50 mp-kor befejeződik, de az instrumentális rész folytatódik tovább, így a teljes dal 6 p 13 mp-es.

## Minősítések, helyezések és eladási statisztika
| Ország             | Legmagasabb helyezés | Minősítés (ha van) | Eladások    |
| ------------------ | -------------------- | ------------------ | ----------- |
| Argentína          | 1                    | 3x platinalemez    | 120,000+    |
| Ausztrália         | 1                    | platinalemez       | 70,000+     |
| Olaszország        | 1                    | 5x platinalemez    | 441.521+    |
| Ausztria           | 1                    | 3x platinalemez    | 90,000+     |
| Belgium            | 1                    | 2x platinalemez    | 80,000+     |
| Dánia              |                      | 2x platinalemez    | 60,000+     |
| Finnország         | 3                    | 2x platinalemez    | 62,501+     |
| Franciaország      | 1                    | 2x platinalemez    | 600,000+    |
| Németország        | 1                    | 11x aranylemez     | 1.1 millió+ |
| Magyarország       | 2                    | platinalemez       | 10,000+     |
| Írország           | 1                    | 5x platinalemez    | 75,000+     |
| Mexikó             | 2                    | 2x gyémántlemez    | 1.2 millió+ |
| Hollandia          | 1                    | 2x platinalemez    | 160,000+    |
| Új-Zéland          | 1                    | platinalemez       | 15,000+     |
| Portugália         | 1                    | platinalemez       | 20,000+     |
| Spanyolország      | 1                    | platinalemez       | 80,000+     |
| Svédország         | 1                    | platinalemez       | 60,000+     |
| Svájc              | 1                    | 3x platinalemez    | 120,000+    |
| Egyesült Királyság | 1                    | 5x platinalemez    | 1.5 millió+ |

## Külső források
- Az énekes hivatalos honlapja
- Archiválva 2016. április 21-i dátummal a Wayback Machine-ben Az album diszkográfiája az énekes hivatalos honlapján